# 山本蒼美
山本 蒼美（やまもと そうび）は、日本の女性アニメーション作家、アニメ監督、漫画家。広島県出身、東京都在住。

## 来歴・人物
映像制作を行うようになったきっかけとして、中学時代に観たアニメーション映画『ほしのこえ』を監督した新海誠作品を挙げている。短期大学の美術科を卒業した後、フリーランスのアニメーション作家として活動。コミックス・ウェーブ・フィルムにて『この男。シリーズ』なるオリジナルビデオアニメーションを送り出すほか、アニメーションだけにとどまらず漫画やイラスト、同人ゲームのオープニング映像制作なども手がけている。
作風としては、鮮やかな色彩やイラスト的なテクスチャーの張り込み、独特のデザイン、文字を使った映像表現などが特徴。
2013年、テレビアニメ『メガネブ!』の監督に就任した。主な代表作は「この男（このだん）。シリーズ」で、いくつかアニメ化もされている。

## 作品

### 自主制作
- セカイ系セカイ論 （2009年）
- ラ/ラジオノイズ＊プラネット （2010年）
- +Happiness+ （2010年）
- ロボティカ＊ロボティクス （2010年）

### テレビアニメ
- メガネブ! （2013年、監督・絵コンテ）
- この男子、魔法がお仕事です。（2016年、監督）
- SUPER LOVERS（2016年、デコアートプレゼンター）

### OVA
- この男子、宇宙人と戦えます。 （2011年、監督・原作・脚本・アニメーション制作）
- この男子、人魚ひろいました。 （2012年、監督・原作・脚本・アニメーション制作）
- この男子、石化に悩んでます。（2014年、監督）

### Webアニメ
- 陰陽師（2023年、監督）[4]

### ドラマCD
- この男子、悪人と呼ばれます。 （2013年、監督・原案・イラスト・キャラクターデザイン）

### その他
- 手首÷（バラ+保険医）⊂僕 （アルティマエースVol.2掲載）
- iPhoneアプリ「朗読少女」漫画「乙葉しおりの文豪日和」 （2010年、映像監督）
- RETAS STUDIO 講座用アニメーション （2010年、監督）
- 吉田尚記がアニメで企んでる （2013年、#28ゲスト出演）
- この男子、シェアハウスで小説書いてます。（2016年 - 2017年、4コマ漫画、ウェブコミック配信サイト「ツイ4」)